# Liste der Baudenkmäler in Raesfeld
Die Liste der Baudenkmäler in Raesfeld enthält die denkmalgeschützten Bauwerke auf dem Gebiet der Gemeinde Raesfeld im Kreis Borken in Nordrhein-Westfalen (Stand: Juni 2021). Diese Baudenkmäler sind in der Denkmalliste der Gemeinde Raesfeld eingetragen; Grundlage für die Aufnahme ist das Denkmalschutzgesetz Nordrhein-Westfalen (DSchG NRW).

## Allgemein
- Bild: Bild des Kulturdenkmals, ggf. zusätzlich mit einem Link zu weiteren Fotos des Kulturdenkmals im Medienarchiv Wikimedia Commons
- Bezeichnung: Name des Kulturdenkmals
- Lage: Straßenname und Hausnummer oder Flurstücknummer des Kulturdenkmal, gegebenenfalls auch den Ortsteil. Die Grundsortierung der Liste erfolgt nach dieser Adresse. Der Link (Karte) führt zu verschiedenen Kartendiensten mit der Position des Kulturdenkmals. Fehlt dieser Link, wurden die Koordinaten noch nicht eingetragen. Sind diese bekannt, können sie über ein Tool mit einer Kartenansicht einfach nachgetragen werden. In dieser Kartenansicht sind Kulturdenkmale ohne Koordinaten mit einem roten bzw. orangen Marker dargestellt und können durch Verschieben auf die richtige Position in der Karte mit Koordinaten versehen werden. Kulturdenkmale ohne Bild sind an einem blauen bzw. roten Marker erkennbar.
- Beschreibung: Kurzcharakteristik des Kulturdenkmals
- Bauzeit: Baubeginn, Fertigstellung, Datum der Erstnennung oder grobe zeitliche Einordnung entsprechend des Eintrags in der zuständigen Denkmaldatenbank
- Eingetragen seit: Datum der Erfassung in der zuständigen Denkmaldatenbank

## Baudenkmäler
| Bild                            | Bezeichnung                     | Lage                                        | Beschreibung | Bauzeit                                                          | Eingetragen seit | Denkmal- nummer |
| ------------------------------- | ------------------------------- | ------------------------------------------- | --- | ---------------------------------------------------------------- | ---------------- | --------------- |
| weitere Bilder                  | Schloss Raesfeld – Hauptburg    | Raesfeld Freiheit 25 Karte                  | |                                                                  | 30.07.1985       | 1               |
| BW                              | Gartenskulptur „Herakles“       | Raesfeld Freiheit 25 Karte                  | |                                                                  | 10.08.2000       | 1.1             |
| weitere Bilder                  | Vorburg Schloss Raesfeld        | Raesfeld Freiheit 25 Karte                  | |                                                                  | 30.07.1985       | 2               |
| weitere Bilder                  | Remise auf der Vorburg          | Raesfeld Freiheit 26 Karte                  | |                                                                  | 25.11.2011       | 2.1             |
| weitere Bilder                  | Schlosskapelle St. Sebastian    | Raesfeld Freiheit 16 Karte                  | |                                                                  | 30.07.1985       | 3               |
| weitere Bilder                  | Ackerbürgerhaus (Heimatmuseum)  | Raesfeld Freiheit 19 Karte                  | |                                                                  | 30.07.1985       | 4               |
| weitere Bilder                  | Turmwindmühle Schwane           | Erle Schermbecker Str. 68 Karte             | |                                                                  | 23.04.1985       | 5               |
| Bauernhaus                      | Bauernhaus                      | Raesfeld Freiheit 10 Karte                  | |                                                                  | 18.03.1986       | 6               |
| Bauernhaus                      | Bauernhaus                      | Raesfeld Freiheit 18 Karte                  | |                                                                  | 18.03.1986       | 7               |
| Bildstock „Petrus und Paulus“   | Bildstock „Petrus und Paulus“   | Raesfeld Suershook Karte                    | |                                                                  | 18.03.1986       | 8               |
| Bildstock „St. Sebastian“       | Bildstock „St. Sebastian“       | Raesfeld St. Sebastian Karte                | |                                                                  | 18.03.1986       | 9               |
| Villa Becker                    | Villa Becker                    | Raesfeld Weseler Straße 32 Karte            | |                                                                  | 24.05.1988       | 10              |
| Ehem. Bauernhaus mit Gaststätte | Ehem. Bauernhaus mit Gaststätte | Raesfeld Weseler Straße 4 Karte             | Historisches Foto, ca. 1949, von der Südseite mit der "Endtür" des Bauernhauses verfügbar im Bildarchiv des Landschaftsverband Westfalen-Lippe: https://www.lwl.org/marsLWL/de/instance/picture.xhtml?oid=37580 | ca. 1804 u. 1836 gem. Beschriftung auf Rückseite und Giebelseite | 10.11.1988       | 11              |
| Bildstock „St. Martin“          | Bildstock „St. Martin“          | Raesfeld Roringshook 8 Karte                | |                                                                  | 12.04.1991       | 12              |
| Wohnhaus, 19. Jh.               | Wohnhaus, 19. Jh.               | Raesfeld Weseler Straße 70 Karte            | |                                                                  | 25.10.1991       | 13              |
| Jüdischer Friedhof Erle         | Jüdischer Friedhof Erle         | Erle Westerholten/Schermbecker Straße Karte | |                                                                  | 11.11.1991       | 14              |
| Jüdischer Friedhof Raesfeld     | Jüdischer Friedhof Raesfeld     | Raesfeld Am Pölleken/Lange Water Karte      | |                                                                  | 11.11.1991       | 15              |
| Kath. Pfarrkirche St. Martin    | Kath. Pfarrkirche St. Martin    | Raesfeld Borkener Straße / Kirchplatz Karte | |                                                                  | 06.03.1996       | 16              |